# باتو (بوليا)
باتو (بالإيطالية: Patù)‏ هي بلدية في مقاطعة ليتشي في إقليم بوليا الإيطالي.

## السكان
في سنة 1861 بلغ عدد السكان 1٬024 نسمة، وتطور العدد ليصل في سنة 2011 لـ 1٬721 نسمة.
يظهر هذا المخطط البياني تطور النمو السكاني لـ باتو (بوليا)